# Johannes Linnankoski
Johannes Linnankoski (Askola, Uundemaan, 18 d'octubre de 1869 - Hèlsinki, 10 d'agost de 1913) és el nom amb què és conegut Vihtori Peltonen, escriptor, novel·lista, periodista i orador finlandès.
És un dels principals novel·listes del país, a més de dramaturg, orador i periodista.

## Obres
- El cant de la flor vermella (1905), amb la que es va donar a conèixer a l'escena internacional.
- Fugitius (1908), considerada la seva obra cabdal.
- Jeftan tytär (La filla de Jeftè, (1911)
- Kirot, Simson ja Delila (1911)
- La grangera d'Heikkila
- Somni d'una nit de la Saint-Jean
- El pilot ràpid
- Himne a l'home